# 유콘 준주
유콘 준주(Yukon)는 캐나다의 북서쪽 끝에 있는 준주이다.
유콘 준주는 동쪽으로 노스웨스트 준주, 남쪽으로 브리티시컬럼비아주, 서쪽으로 미국의 알래스카주와 접하고 있다. 가장 큰 도시는 화이트호스다. 한때는 매우 큰 지역을 차지하고 있었지만, 여러 다른 주로 갈라져 나가 현재의 모습을 유지하고 있다.유콘 준주의 이름은 유콘강을 따서 붙여진 이름이며, 유콘은 '큰 강'이라는 뜻의 그위친 어를 따서 붙인 이름이다.